# ماريوس لارسن
ماريوس لارسن (بالنرويجية البوكمول: Marius Bustgaard Larsen)‏ هو لاعب كرة قدم نرويجي في مركز الوسط، ولد في 14 مايو 2000 في النرويج. لعب مع نادي أود.

## وصلات خارجية
- ماريوس لارسن على موقع اتحاد النرويج (النرويجية)
- ماريوس لارسن على موقع قاعدة بيانات كرة القدم.إي يو (الإنجليزية)
- ماريوس لارسن على موقع Soccerway.com (الإنجليزية)